# Fáze letu dopravního letadla
Fáze letu dopravního letadla je termín v letectví pro jednotlivé části letu dopravního letadla včetně pohybu/stání na letišti podle Mezinárodní organizace pro civilní letectví (ICAO). Jednotlivé fáze letu jsou důležité například pro rozlišení situace u nehod a incidentů.

## Stojánka (Standing – STD)
Letadlo stojí na místě – v letištní bráně, na odstavné nebo parkovací ploše letiště. Tato fáze předchází fázi Tlačení/Tažení, případně na ni navazuje.
Skládá se ze čtyř podfází:
- Zastavené motory
- Spouštění motorů
- Motory pracují
- Vypínání motorů

## Tlačení/Tažení (Pushback/Towing – PBT)
Letadlo se pohybuje s pomocí tahače – v letištní bráně, na odstavné nebo parkovací ploše letiště.
Skládá se ze čtyř podfází:
- Taženo, zastavené motory
- Taženo, spouštění motorů
- Taženo, motory pracují
- Taženo, Vypínání motorů

## Přejezd (Taxi – TXI)
Letadlo se pohybuje po letištní ploše vlastní silou. Tato fáze předchází fázi Vzlet, případně navazuje na fázi Přistání.
Skládá se ze čtyř podfází:
- Zpětný chod: Letadlo vlastní silou vycouvá ze stojánky.
- Přejezd na ranvej: Pohyb letadla vlastní silou po pojezdových drahách od letištní brány, nákladové nebo parkovací plochy po ranvej.
- Přejezd na vzletovou pozici: Pohyb letadla po ranveji vlastní silou od vjezdu až po zaujmutí vzletové pozice.
- Přejezd z ranveje: Pohyb letadla vlastní silou od opuštění přistávací ranveje po přijetí k letištní bráně, k odstavné nebo parkovací ploše letiště.

## Vzlet (Takeoff – TOF)
Fáze od přepnutí na vzletový výkon motoru přes náklon až po výšku 35 stop nad ranvejí.
Skládá se ze dvou podfází:
- Vzlet. Je ukončen buď dosažením výšky 35 stop nad ranvejí, nebo zasunutím podvozku, a to splněním alespoň jedné z těchto podmínek.
- Přerušený vzlet. Nastává od okamžiku rozhodnutí o přerušení vzletu po začátek fáze Taxi, Přejezdu z ranveje.

## Počáteční stoupání (Initial Climb – ICL)
Let od podfáze Vzlet do prvního předepsaného snížení výkonu motoru, nebo dosažení 1000 stop nad ranvej nebo vletu do prostoru s povolením letu za viditelnosti (VFR). Fáze končí splněním alespoň jedné z vyjmenovaných podmínek.

## Na cestě (En Route – ENR)
Let podle přístrojů (IFR): Od dokončení fáze ICL přes dosažení letové hladiny až po kontrolovaný sestup do bodu Nastavení počátečního přiblížení (Initial Approach Fix – IAF).
Let za viditelnosti (VFR): Od dokončení fáze ICL přes dosažení letové hladiny až po kontrolovaný sestup do předepsané výšky VFR anebo 1000 stop nad ranvej splněním alespoň jedné z těchto podmínek.
Mnoho dalších podfází přímo souvisí s tím, jestli se jedná o IFR nebo o VFR. Skládá se z pěti podfází:
- Stoupání do letové hladiny: IFR – od ukončení ICL po dosažení předepsané letové hladiny. VFR – od ukončení ICL po dosažení letové hladiny.
- Letová hladina: Veškerý pohyb mezi dosažením letové hladiny a počátkem klesání k destinaci.
- Změna letové hladiny: Jakékoli stoupání nebo klesání během podfáze letová hladina.
- Klesání: IFR – klesání z letové hladiny po IAF nebo po vstup do prostoru s povolením VFR. VFR – klesání z letové hladiny po vstup do prostoru s povolením VFR anebo po dosažení 1000 stop nad ranvejí.
- Kroužení: Provádění předepsaného manévru (především ve tvaru oválu), kterým se letadlo pohybuje mimo zaplněný vzdušný prostor a čeká na jeho uvolnění. Sestup během kroužení patří také do této podfáze.

## Manévrování (Maneuvering – MNV)
Let v nízké výšce nebo provádění letecké akrobacie.
Skládá se ze dvou podfází:
- Letecká akrobacie – let při úmyslném pilotování, při kterém jsou hodnoty stoupání/klesání vyšší než 30° a boční náklon vyšší než 60°, nebo při kterém dochází k neobvyklým akceleracím.
- Let v nízké výšce – úmyslný let v nízké výšce nespojený se vzletem nebo přistáním.

## Přiblížení (Approach – APR)
IFR: fáze od IAF po Změnu náklonu při přistání. VFR – od vstupu do VFR prostoru nebo od klesnutí pod 1000 stop nad ranvej po Změnu náklonu při přistání.
Skládá se ze sedmi podfází:
- Počáteční přiblížení (IFR) – od IAF po Nastavení konečného přiblížení (Final Approach Fix – FAF)
- Konečné přiblížení (IFR) – od FAF po Změnu náklonu při přistání
- Přibližovací okruh – Let po větru (VFR) – paralelní let s přistávací ranvejí proti směru přistání.
- Přibližovací okruh – Otočení (VFR) – ukončení letu po větru s prvním natočením po počátek konečného natočení pro přistání
- Přibližovací okruh – Dokončení (VFR) – od ukončení otočení po zaujmutí závěrečné pozice pro Změnu náklonu při přistání. Zahrnuje i přímá přiblížení.
- Přibližovací okruh – Boční vítr (VFR) – let kolmý na přistávací ranvej, který navazuje na Let po větru
- Nezdařené přiblížení/Go-Around – od prvního zrychlení následujícím po rozhodnutí o nezdařeném přiblížení až po opětovné dosažení Přibližovacího okruhu (VFR) anebo dosažení IAF pro další přiblížení (IFR)

## Přistání (Landing – LDG)
Od začátku Změny náklonu při přistání po opuštění přistávací ranveje, zastavení na ranveji anebo po zrychlení pro vzlet při přerušeném přistání.
Skládá se ze tří podfází:
- Změna náklonu při přistání (flare) – od změny náklonu nosu směrem nahoru po dosednutí
- Jízda po přistávací ranveji – od dosednutí po zastavení nebo opuštění přistávací ranveje.
- Přerušené přistání po dosednutí – učiněný pokus o návrat do vzduchu po dosednutí (úspěšný i neúspěšný)

## Nouzový sestup (Emergency Descent – EMG)
Řízený sestup během jakékoliv fáze ve vzduchu jako výsledek nouzové situace.

## Nekontrolovaný sestup (Uncontrolled Descent – UND)
Neřízený sestup během jakékoli fáze ve vzduchu.

## Po nárazu (Post-Impact – PIM)
Jakákoli část letu, která se vyskytne po nárazu do osob, objektů, překážek nebo terénu.

## Neznámá (Unknown – UNK)
Fázi není možné podle dostupných informací určit.